# Ramazan Paliani
Ramazan Paliani est un boxeur géorgien né le 21 août 1973 à Mestia.

## Carrière
Il participe aux Jeux olympiques d'été de 1992, 1996 et 2000 en combattant dans la catégorie des poids plumes. En 1992, il remporte la médaille de bronze sous les couleurs de l'Équipe unifiée. Paliani finit 5e en 1996 en représentant la Russie et 5e en 2000 sous la bannière turque.
Son palmarès amateur est également marqué par trois titres européens à Vejle en 1996, Minsk en 1998 et Tampere en 2000 et par une médaille d'or aux championnats du monde de Belfast en 2001.

## Palmarès

### Jeux olympiques
- Médaille de bronze en -57 kg en 1992 à Barcelone, Espagne

### Championnats du monde
- Médaille d'or en -57 kg en 2001 à Belfast, Irlande du Nord
- Médaille de bronze en -57 kg en 1993 à Tampere, Finlande
- Médaille de bronze en -57 kg en 1999 à Houston, États-Unis

### Championnats d'Europe
- Médaille d'or en -57 kg en 1996 à Vejle, Danemark
- Médaille d'or en -57 kg en 1998 à Minsk, Biélorussie
- Médaille d'or en -57 kg en 2000 à Tampere, Finlande
- Médaille d'argent en -57 kg en 1993 à Bursa, Turquie

### Jeux méditerranéens
- Médaille d'or en -57 kg en 2001 à Tunis,   Tunisie